# Покољ у Форт Худу
Масовно убиство у Форт Худу десило се 5. новембра 2009. у америчкој војној бази Форт Худ у Килину, држава Тексас. Форт Худ је једна од највећих америчких војних база на свету. Убица је започео пуцњаву у Војном центру убивши 13 и ранивши 30 људи.
Убицу, мајора Нидала Малика Хасана, војног психијатра, са четири метка је погодио цивилни полицајац при чему га је тешко ранио. Након догађаја, Хасан је био хоспитализован и лекари су се борили за његов живот.
Хасан је 2013. осуђен на смрт.